# Are You Sitting Comfortably?
Are You Sitting Comfortably? – piąty album studyjny brytyjskiego, neoprogresywnego zespołu IQ, wydany w 1989 roku.

## Lista utworów
1. "War Heroes" – 6:26
2. "Drive On" – 4:57
3. "Nostalgia" – 2:22
4. "Falling Apart at the Seams" – 7:47
5. "Sold On You" – 4:40
6. "Through my Fingers" – 5:30
7. "Wurensh" – 9:37
8. "Nothing At All" – 4:46

Utwór dodatkowy w wersji CD:
1. "Nothing At All" (live) – 4:43

## Twórcy
- P. L. Menel – wokal prowadzący
- Martin Orford – instrumenty klawiszowe, wokal wspierający
- Mike Holmes – gitary
- Tim Esau – gitara basowa, wokal wspierający
- Paul Cook – perkusja